# 石人镇 (哈尔滨市)
石人镇是中国黑龙江省哈尔滨市呼兰区下辖的一个镇，位于呼兰区东北部。